# Крутенькое (Томаковский район)
Крутенькое (укр. Круте́ньке, до 2016 года — Кирово, укр. Кірове) — село, Чумаковский сельский совет, Томаковский район, Днепропетровская область, Украина.
Код КОАТУУ — 1225488802. Население по переписи 2021 года составляло 491 человек.

## Географическое положение
Село Крутенькое находится на одном из истоков реки Камышеватая Сура, ниже по течению на расстоянии в 1,5 км расположено село Новоандреевка (Солонянский район). На расстоянии в 1 км расположено село Чумаки. Через село проходит автомобильная дорога Т-0420.

## История
- В 1946 г. село Крутенькое переименовано в Кирово[3].